# Anton Bulgari

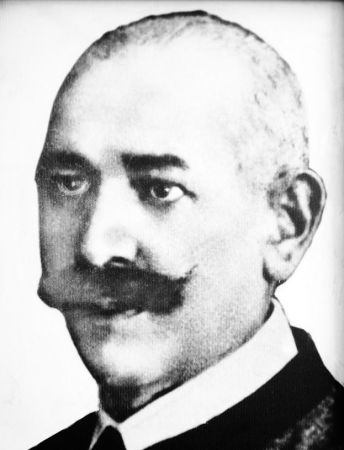
Anton Bulgari

Anton Bulgari (Wortakzent: Bulgári) (* 4. März 1877 in Znaim; † 22. Februar 1934 in Linz) war ein österreichischer Schildermaler der Poschacher Brauerei und Revolutionär. Bulgari war verheiratet und hatte zwei Kinder. Er wurde als einziger Beteiligter der Februarkämpfe des Republikanischen Schutzbundes in Linz am 22. Februar 1934 zum Tod durch den Strang verurteilt und am gleichen Tag hingerichtet.

## Februar 1934

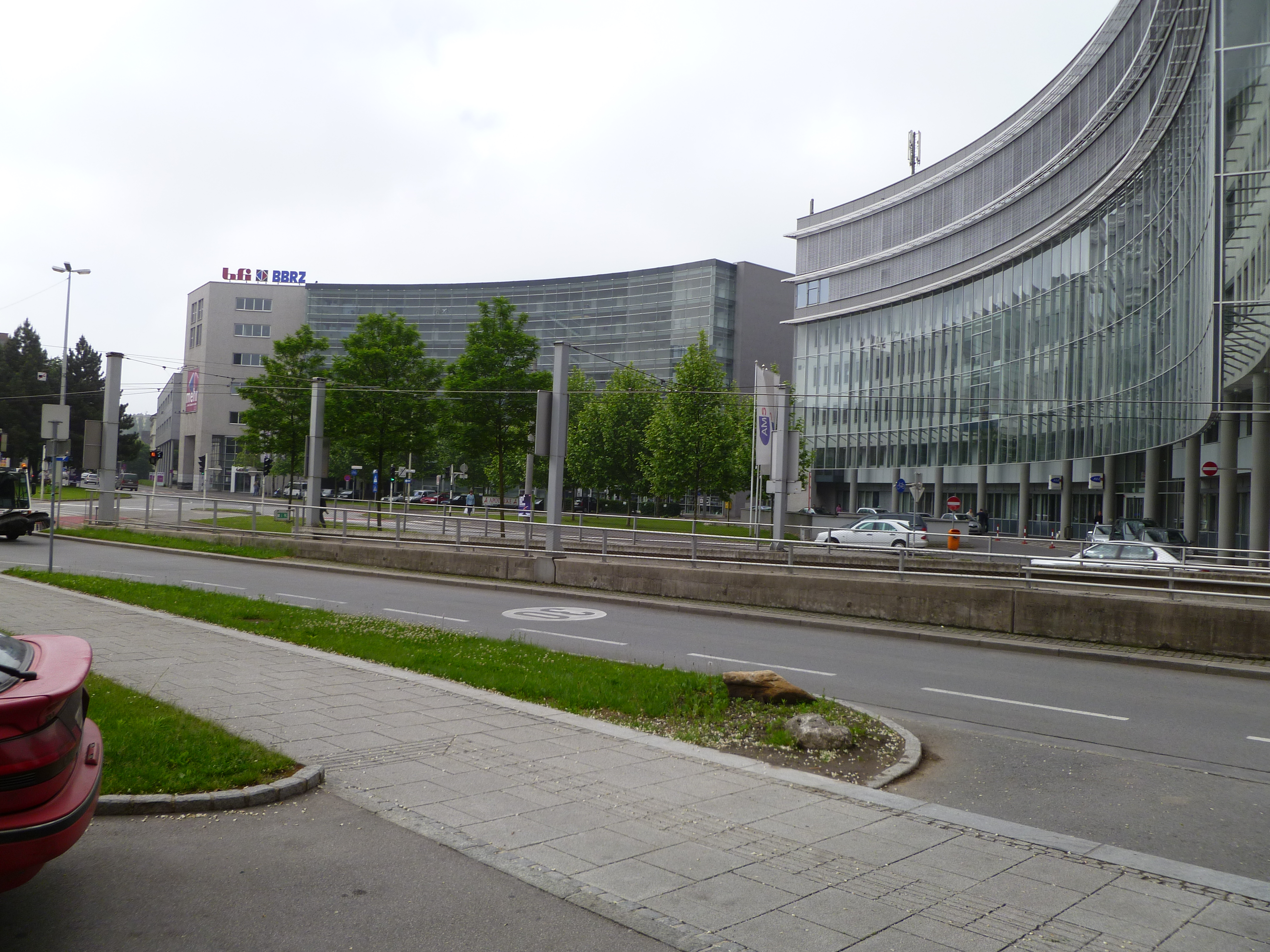
Ort des Geschehens: der heutige Bulgariplatz in Linz

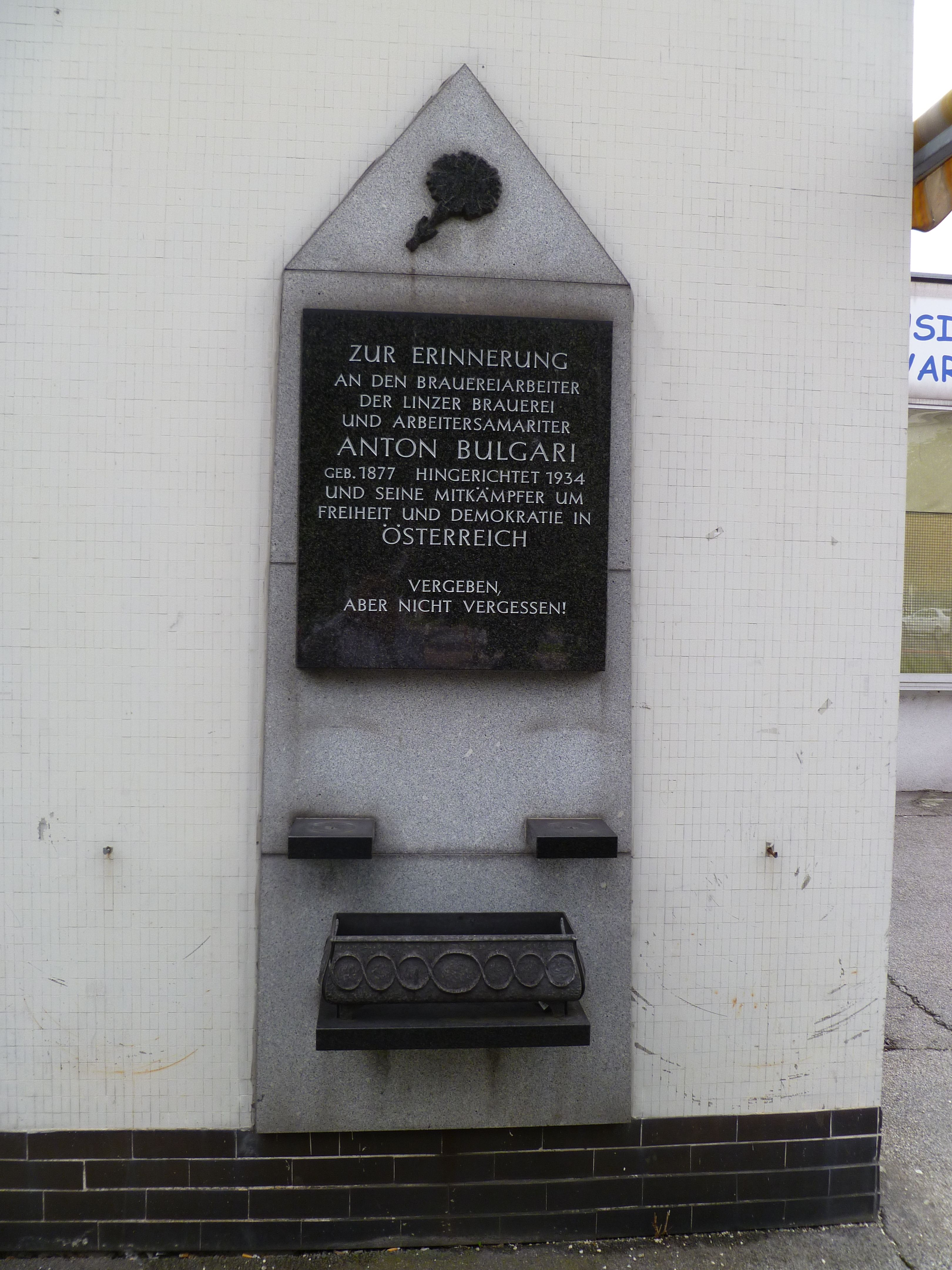
Bulgaridenkmal in Linz nach der Korrektur des Geburtsdatums von Bulgari

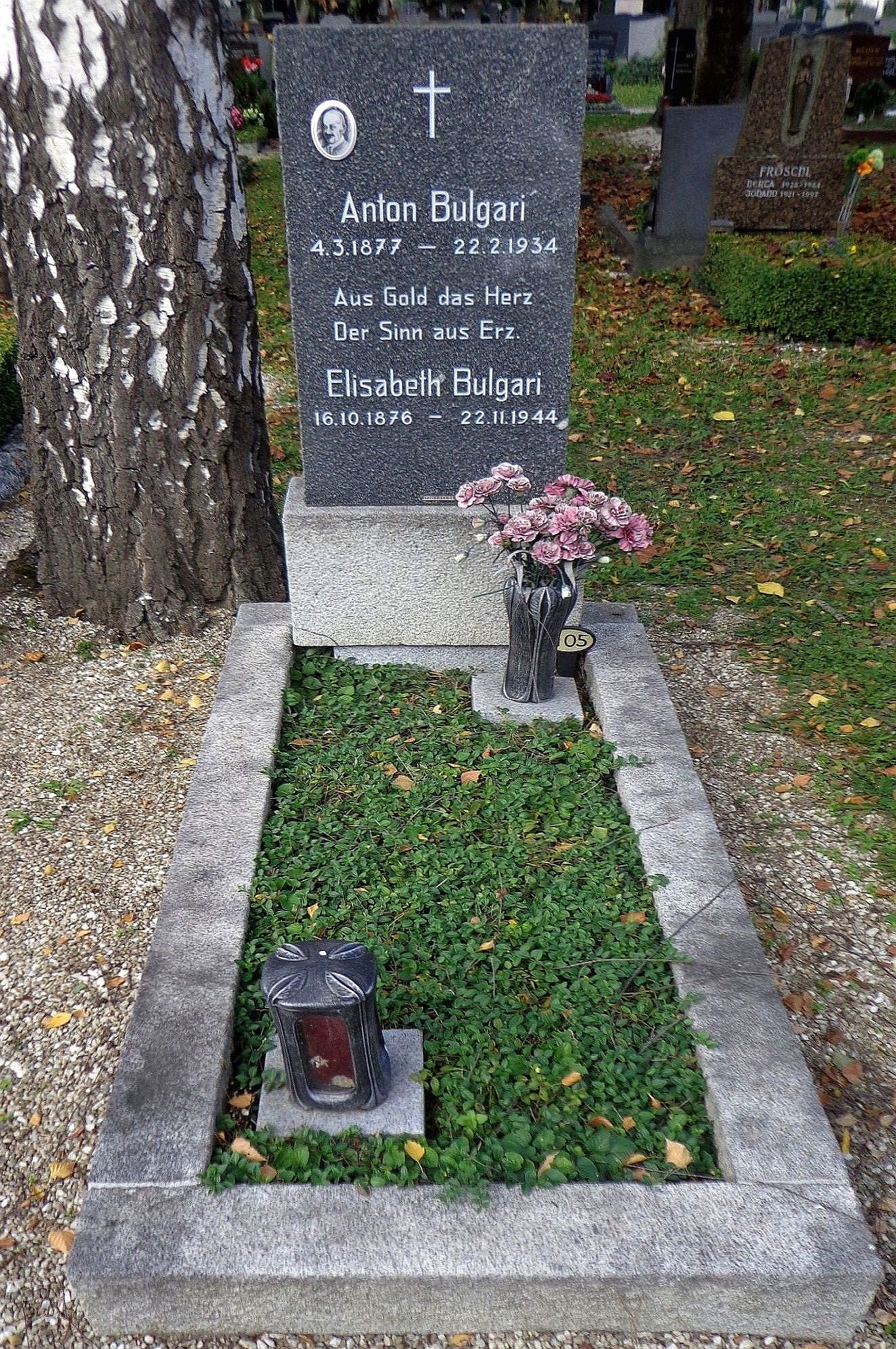
Grab Bulgaris auf dem St. Barbara-Friedhof in Linz

Der römisch-katholische Malergehilfe Anton Bulgari befand sich als Arbeiter-Samariter während des sog. Februaraufstandes unter den 200 bis 300 Angehörigen des Republikanischen Schutzbundes, die am Vormittag des 12. Februar 1934 am Polygonplatz in Linz eine Barrikade errichtet hatten. Hier kam es zwar nicht zu militärischen Kämpfen, aber zu einer fanatischen Gewalttat, wobei nicht ausgeschlossen wird, dass an die Brauereiarbeiter schon frühmorgens eine große Menge Bier ausgegeben worden sei. Um 15.45 Uhr näherte sich ein vom Bundesheer requiriertes Taxi mit vier Bundesheerangehörigen und einem zivilen Fahrer. Diese Welser Patrouille vom Alpenjägerregiment Nr. 8 geriet in einen Hinterhalt und auf das Taxi bzw. auf die daraus geflüchteten Männer wurden 50 bis 100 Schüsse aus Karabinern und einem Maschinengewehr abgefeuert. Drei Bundesheerangehörige, und zwar Oberleutnant Heinrich Nader, Korporal Karl Eiselsberg und Alpenjäger Josef Mangl, wurden getötet, der Wehrmann Josef Pötzlberger und der zivile Chauffeur Johann Mayr schwer verletzt. Der Kommandant Nader wies neben den Schusswunden tiefe Kopf- und Gesichtsverletzungen auf, die als Folge der Einwirkung enormer stumpfer Gewalt von den drei obduzierenden Ärzten identifiziert wurden. Von den Schutzbündlern und anderen Versammelten wurde niemand verletzt.
In Linz war durch den Sicherheitsdirektor Hans von Hammerstein am 12. Februar 1934 das Standrecht verhängt worden. Als Hauptbeteiligte an der Gewalttat wurden in dem Standgerichtsprozess Bulgari, Gschwandtner und Schwinghammer identifiziert. Bei der Vernehmung gab Bulgari an, nicht er, sondern Gschwandtner habe mit einem Krampen (Pickel) auf Oberleutnant Nader eingeschlagen, er selber habe nur auf einen flüchtenden Soldaten geschossen beziehungsweise mit dem Gewehr auf ihn eingeschlagen. Den Angeklagten wurde neben dem Mordvorwurf auch noch Leichenfledderei angelastet, da sie die Repetierpistole des Offiziers sowie seine Uhr an sich genommen hätten.
Die drei Angeklagten Anton Bulgari, Franz Gschwandtner und Ludwig Schwinghammer wurden von einem aus Wien angereisten Standgericht unter dem Vorsitzenden Adolf Bayer zum Tode durch den Strang verurteilt. Die Urteile Gschwandtners und Schwinghammers wurden nach einem Vorschlag des Justizministers in lebenslangen Kerker umgewandelt, das Todesurteil Bulgaris hingegen noch am 22. Februar im Landesgericht Linz (damals Museumstraße 12) vollstreckt. Als Scharfrichter fungierte laut Berichten der Arbeiter-Zeitung ein ehemaliger Matrose der k.u.k. Kriegsmarine namens Abele. Unter den insgesamt 45  Personen, die 1933 bis 1938 nach österreichischem Recht hingerichtet wurden, war Bulgari mit 57 Jahren der Älteste.
Gschwandtner und Schwinghammer kamen 1938 im Zuge einer allgemeinen Amnestie durch die Nationalsozialisten frei. Die weiteren Angeklagten Ehn, Mißpichler und Fröller wurden vor ein normales Geschworenengericht gestellt.
Das Grab Bulgaris befindet sich auf dem St. Barbara-Friedhof in Linz (Sektion 16, Grab 105); auch Nader ist auf diesem Friedhof begraben.

## Andenken am Tatort
Der Ort des Geschehens war der seit 1903 bestehende Polygonplatz. Dieser wurde 1934 zu Ehren des Landwehrregiments Nr. 2, das sich im Ersten Weltkrieg besonders ausgezeichnet hatte, in „Landwehrplatz“ umbenannt. Im Volksmund hieß er aber „Mörderplatz“. Am 28. November 1934 wurde hier aufgrund einer Entschließung des Landtags von Oberösterreich eine Gedenksteinenthüllung für die Opfer der Exekutive (Nader, Eiselsberg, Mangl) am Polygonplatz vorgenommen. Dieses Denkmal wurde von den Nationalsozialisten entfernt und nicht mehr neu errichtet. Stattdessen wurde der Platz von der Stadt Linz 1946 in Bulgariplatz umbenannt. 1984 wurde hier eine Gedenktafel für Bulgari angebracht. Initiator der Gedenktafel war der SPÖ-Landtagsabgeordnete Helmut Edelmayr.

## Ehrungen
- 1946 Umbenennung des Linzer Polygon- bzw. Landwehrplatzes in „Bulgariplatz“[6][7]
- Enthüllung eines Denkmals am Haus Bulgariplatz 1 in Linz am 12. Februar 1984 zur Erinnerung an Anton Bulgari[7]